# Kirk Penney
Kirk Penney (n. North Shore, Nueva Zelanda, 23 de noviembre de 1980) es un jugador de baloncesto neozelandés. Juega de Escolta y actualmente juega en los New Zealand Breakers.

## Trayectoria
Formado en la Universidad de Wisconsin, es un auténtico trotamundos que jugó en la liga ACB y más tarde completaba la plantilla del Maccabbi de Tel Aviv, donde aportaba su excelente tiro exterior. 
En 2009 juega en la liga del país y como palmarés destaca las conseguidas con su selección, la mejor clasificación de Nueva Zelanda en un Mundial fue el sorprendente cuarto puesto de 2002, en Estados Unidos. Antes no se había metido nunca en una fase final.
En julio de 2011 se confirma su fichaje por el Baloncesto Fuenlabrada lo que conlleva a su regreso a la Liga Endesa.

## Clubes
| Club                  | País           | Temporadas |
| --------------------- | -------------- | ---------- |
| North Harbour Kings   | Nueva Zelanda  | 1998-2000  |
| Miami Heat            | Estados Unidos | 2003-2004  |
| CB Gran Canaria       | España         | 2004       |
| Asheville Altitude    | Estados Unidos | 2004-2005  |
| Los Angeles Clippers  | Estados Unidos | 2005       |
| Maccabi Tel Aviv B.C. | Israel         | 2005-2006  |
| Zalgiris Kaunas       | Lituania       | 2006-2007  |
| ALBA Berlin           | Alemania       | 2007-2008  |
| New Zealand Breakers  | Nueva Zelanda  | 2008-2010  |
| MadCroc Fuenlabrada   | España         | 2011-2012  |
| TED Kolejliler        | Turquía        | 2012-2013  |
| Trabzonspor Basketbol | Turquía        | 2013-2015  |
| CB Sevilla            | España         | 2015       |
| Illawarra Hawks       | Australia      | 2015-2016  |
| New Zealand Breakers  | Nueva Zelanda  | 2016-      |